# Toby Stevenson
Toby Lynn (Toby) Stevenson (Odessa, 19 november 1976) is een Amerikaanse atleet die op de Olympische Spelen van Athene in 2004 een zilveren medaille won. Met zijn persoonlijk record van 6,00 m behoort hij tot de beste polsstokhoogspringers ter wereld. Hij werd bekend doordat hij altijd met een zwarte helm springt.
Tijdens zijn periode op de Permian High School sprong hij 24 maal een highschool-record, won driemaal het districtkampioenschap en eenmaal de staattitel in 1995. Later studeerde economie aan de Stanford-University.
Zijn beste jaar beleefde hij in 2004. Op 8 mei verbrak hij in het Amerikaanse Modesto zijn persoonlijk record naar 6,00 m. Op de Olympische Spelen van Athene later dat jaar won hij met 5,90 m een zilveren medaille achter zijn landgenoot Tim Mack (goud) en voor de Italiaan Giuseppe Gibilisco (brons). Na de Spelen werd hij op de wereldatletiekfinale in Monaco wederom verslagen door Tim Mack die 6,01 m sprong en moest hij genoegen nemen met een tweede plaats. Derde werd zijn landgenoot Derek Miles.

## Titels
- Amerikaanse kampioen polsstokhoogspringen (indoor) - 2004
- NCAA kampioen polsstokhoogspringen - 1998

## Persoonlijke records
| Onderdeel                      | Prestatie | Datum           | Plaats  |
| ------------------------------ | --------- | --------------- | ------- |
| polsstokhoogspringen (outdoor) | 6,00 m    | 8 mei 2004      | Modesto |
| polsstokhoogspringen (indoor)  | 5,81 m    | 31 januari 2004 | Seattle |

## Palmares

### Polsstokhoogspringen
Kampioenschappen
- 2003:  Pan-Amerikaanse Spelen - 5,45 m
- 2004:  OS - 5,90 m
- 2004:  Wereldatletiekfinale - 5,70 m
- 2005: 7e Wereldatletiekfinale - 5,60 m
- 2006:  Wereldatletiekfinale - 5,82 m

Golden League-podiumplaatsen
- 2003:  Bislett Games - 5,70 m
- 2004:  Weltklasse Zürich - 5,80 m
- 2005:  Meeting Gaz de France - 5,50 m
- 2005:  Golden Gala - 5,81 m